# Lawei
Het begrip lawei kent meerdere betekenissen:
- Een hoge paal waaraan een korf, zak of emmer omhoog gehesen werd om in veenderijen de arbeidstijden van de veenarbeiders te regelen.
- In de 16e -18e eeuw ook gebruikt als aanduiding voor een staking of oproer
- Synoniem voor lawaai

## Lawei en turfwinning
In de zeventiende eeuw werden de arbeidstijden bij de veenderijen geregeld door het omhoog hijsen of neerlaten van de lawei. De werkzaamheden bij de turfwinning stonden onder toezicht van de ‘levaymeester’ . De lawei werd uiteraard geplaatst op een plaats die tot ver in de omtrek zichtbaar was. Een lawei stond vaak meerdere jaren op een bepaalde plek. Bij ontbreken van persoonlijk gedragen uurwerken fungeerde de lawei dus als het ware als de klok van de veenarbeider. Niet alleen in veengebieden, maar ook bij landaanwinningswerken of dijkwerkzaamheden maakte men gebruik van op een lawei gelijkende seinpalen. Als alternatief voor een zichtbaar signaal werden geluidssignalen gebruikt (houten hoornen of koehoornen).
In latere eeuwen werden de werkzaamheden bij de turfwinning bij contract geregeld. Deze contracten kregen soms de naam ‘Laweys contract’ (zoals die uit 1830 uitgegeven te Haulerwijk), omdat de regulering van de arbeidstijden een wezenlijk element van het arbeidscontract was.
De vroegste afbeeldingen van een lawei worden aangetroffen op kaarten uit de 17e eeuw. Van der Molen (1978, 265) noemt de kaart van Schoterland uit 1664 en de door Cornelis Leenderts getekende kaart van de turfwinning bij Haulerwijk uit 1765. In 1896 werd nog een lawei in Hoornsterzwaag verkocht.
Over de oorsprong van het woord lawei lopen de meningen uiteen:
- afgeleid van een ouder Nederlands woord ‘laveien’, het ‘heen en weer lopen’ om te grazen
- afgeleid van ‘laveren’, het heen en weer lopen van arbeiders in hun vrije tijd
- afgeleid van het Franse woord ‘levée’ of ‘levier’, een signaal bij hoogwater

## Lawei en arbeidsonrust
Knottnerus (1997) wijst op een tweede betekenis van lawei. Al in 1577 werd in Antwerpen het woord laveyen gebruikt, in de betekenis van het eigenmachtig neerleggen van werkzaamheden. Bij landaanwinningsprojecten in de 16e-18e eeuw betekende het opsteken van de lawei dat men ging staken. In Zeeland sprak men van ‘lavei steken’ of ‘lavay’ maken. Stakingen onder dijkwerkers en polderjongens kwamen regelmatig voor in de Nederlandse en Duitse kustgebieden. De stakingen kenden een vast ritueel: het werk werd neergelegd, men ging stevig drinken en formeerde een luidruchtige optocht. Knottnerus (1997) typeert het als een omkeringsritueel: het kwaad (het water) kon niet worden bestreden als de polderjongens zelf kwaadaardig werden behandeld. Het ritueel gaf vorm aan de kritiek op de nalatigheid van de bevoegde autoriteiten.

## Lawei en lawaai maken
De lawei markeerde begin en einde van de arbeidstijd. Het einde van de arbeidstijd ging vaak gepaard met luidruchtigheid (als contrast met de stilzwijgende arbeid). Ook bij stakingen werd lawaai gemaakt. In die zin is ‘lawaai maken’ synoniem met staking en oproer. Rumoer en opgestoken seinpalen vormden eeuwenlang een combinatie van waarschuwingssignalen in de kustgebieden.

## Trivia
- De Lawei is ook de naam van de schouwburg in Drachten